# Zequinha
José Ferreira Franco (Recife, Brasil, 18 de noviembre de 1934-Olinda, Brasil, 25 de julio de 2009), más conocido como Zequinha, fue un futbolista brasileño que jugaba como centrocampista.

## Selección nacional
Fue internacional con la selección de fútbol de Brasil en 16 ocasiones y convirtió 2 goles. Formó parte de la selección campeona del mundo en 1962, sin jugar ningún partido.

### Participaciones en Copas del Mundo
| Mundial                        | Sede  | Resultado | Partidos | Goles |
| ------------------------------ | ----- | --------- | -------- | ----- |
| Copa Mundial de Fútbol de 1962 | Chile | Campeón   | 0        | 0     |

## Clubes
| Club                | País   | Año       |
| ------------------- | ------ | --------- |
| Auto Esporte        | Brasil | 1954      |
| Santa Cruz          | Brasil | 1954-1958 |
| Palmeiras           | Brasil | 1958-1965 |
| Fluminense          | Brasil | 1965      |
| Palmeiras           | Brasil | 1965-1968 |
| Atlético Paranaense | Brasil | 1968-1970 |
| Náutico             | Brasil | 1970      |

## Palmarés

### Campeonatos regionales
| Título                  | Club       | País   | Año  |
| ----------------------- | ---------- | ------ | ---- |
| Campeonato Pernambucano | Santa Cruz | Brasil | 1957 |
| Campeonato Paulista     | Palmeiras  | Brasil | 1959 |
| Campeonato Paulista     | Palmeiras  | Brasil | 1963 |
| Torneo Río-São Paulo    | Palmeiras  | Brasil | 1965 |
| Campeonato Paulista     | Palmeiras  | Brasil | 1966 |

### Campeonatos nacionales
| Título                       | Club      | País   | Año  |
| ---------------------------- | --------- | ------ | ---- |
| Taça Brasil                  | Palmeiras | Brasil | 1960 |
| Torneo Roberto Gomes Pedrosa | Palmeiras | Brasil | 1967 |
| Taça Brasil                  | Palmeiras | Brasil | 1967 |

### Copas internacionales
| Título                          | Selección | Sede               | Año  |
| ------------------------------- | --------- | ------------------ | ---- |
| Copa Mundial de Fútbol          | Brasil    | Chile              | 1962 |
| Oro en los Juegos Panamericanos | Brasil    | São Paulo (Brasil) | 1963 |